# Route 635 (Nouveau-Brunswick)
Pour les articles homonymes, voir Route 635.
La route 635 est une route locale du Nouveau-Brunswick située dans le sud-ouest. Elle traverse une région plutôt boisée. De plus, elle mesure 35 kilomètres, et est pavée sur toute sa longueur.

## Tracé
La 635 débute à York Mills, sur la route 3. Elle commence par se diriger vers le nord en possédant quelques courbes, jusqu'à Magaguadavic, où elle bifurque vers le nord-est. À Magundy, elle bifurque vers l'est, en traversant Baring. Elle continue ensuite sa route vers l'est, avant de courber pour devenir parallèle à la route 2. Elle se termine justement à la sortie 253 de cette dernière, près de l'attrait touristique de Kings Landing. 

## Intersections principales
| route 635      |             |    |                                         |                                              |
| Comté          | Location    | km | Intersection/Destinations               | Notes                                        |
| Comté d'York   | York Mills  | 0  | R-3, Saint-Stephen, McAdam, Fredericton | extrémité sud de la 635                      |
| Comté d'York   | Baring      | 24 | R-636 sud, Harvey                       |                                              |
| Comté d'York   | Lake George | 35 | R-2, Woodstock, Edmundston, Fredericton | extrémité nord de la 635; sortie 253 de la 2 |
| Bleu:échangeur |             |    |                                         |                                              |